# 1732 w literaturze

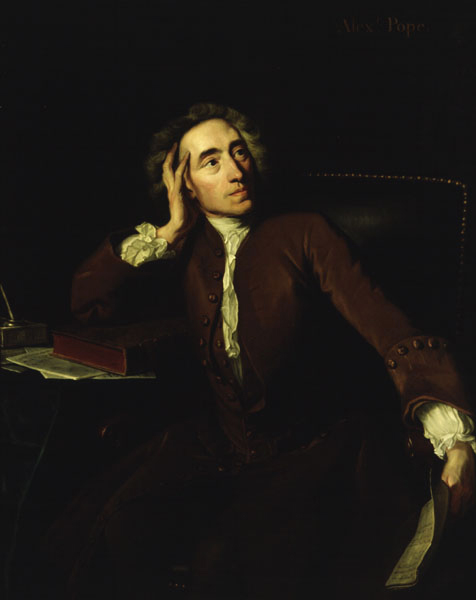
Alexander Pope

Wydarzenia literackie w 1732 roku.

## nowe książki
- 1731–1744 Alexander Pope Essay on Man